# Ratpenat de xarretera angolès
El ratpenat de xarretera angolès (Epomophorus angolensis) és una espècie de ratpenat de la família dels pteropòdids. Viu a Angola i Namíbia. El seu hàbitat natural és la sabana, tant seca com humida. Està amenaçat per la pèrdua d'hàbitat.